# Стари заветни крст у Давидовцу
Стари заветни крст у Давидовцу, насељеном месту на територији општине Сврљиг, налази се у центру села, на простору крај задужног дома.
Крст припада категорији оброчних крстова, начињен је од камена пештера 1861. године. Идентичан је са каменим крстом у селу Копајкошара. И овде је, као једини украс, урезан централни крст, чији се кракови завршавају мањим крстовима. Украшен је такође са по три јабучасте полулопте. Како је овај старији по постављању, то је запис у Kопајкошари рађен по њему. Kако је временска разлика међу њима више од четврт века, вероватно га исти каменорезац није радио.
Запис на крсту је добро очуван. Осим карактеристичних слова у врху: ИС, ХС, НИ, KА и назначене године градње, у централном делу, испод урезаног крста, записано је: Васкрсеније Христово. У доњем делу је следећи запис: Овај с(п)ом(еник) подиже село Давидо(в)ац настојанијем: Стеван км(ет), Раденко, Жив(а)н, Мита, Никола, Ратко, Марко, Пеша. 
Kао и на заветном крсту у Kопајкошари и овде је записан Ускрс као дан окупљања народа – празник ускрскнућа. Помен имена карактеристичан је за заветна места и у овом крају. Интересантно је да је међу осам угледних домаћина уписано као прво име сеоског кмета. То је једини представник сеоске власти у овом крају који је своје знање овековечио на заветном крсту.